# Georges Nagelmackers

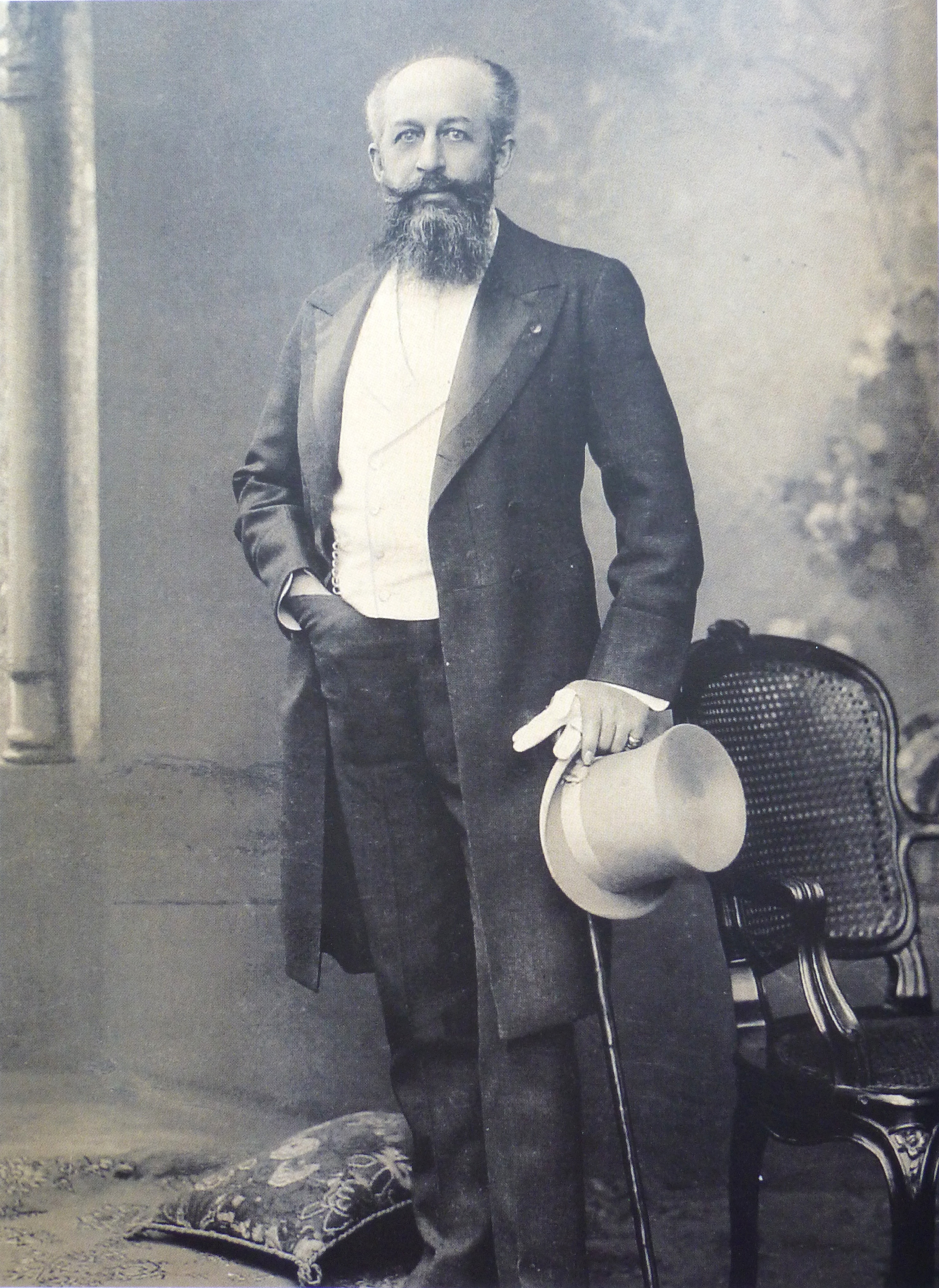
Georges Nagelmackers, Aufnahme von Nadar

Georges Lambert Casimir Nagelmackers (* 24. Juni 1845 in Lüttich; † 10. Juli 1905 in Villepreux) war ein belgischer Bahnunternehmer. Er gründete die Compagnie Internationale des Wagons-Lits (CIWL) sowie die Compagnie Internationale des Grands Hôtels. Die CIWL betrieb unter Nagelmackers’ Leitung Schlaf- und Speisewagen in fast allen europäischen Ländern, ebenso den Orient-Express und weitere Luxuszüge. Nagelmackers war zwar nicht der Erfinder von Schlaf- und Speisewagen und führte diese Einrichtungen in Europa auch nicht als erster Unternehmer ein. Er verhalf ihnen jedoch zum Durchbruch und der Einführung in vielen europäischen Ländern, wo sie sich vom Luxussegment auch in die übrigen Wagenklassen verbreiteten. Bei seinem Tod war die CIWL in mehr Ländern aktiv als jeder andere Betreiber solcher Wagen.

## Leben

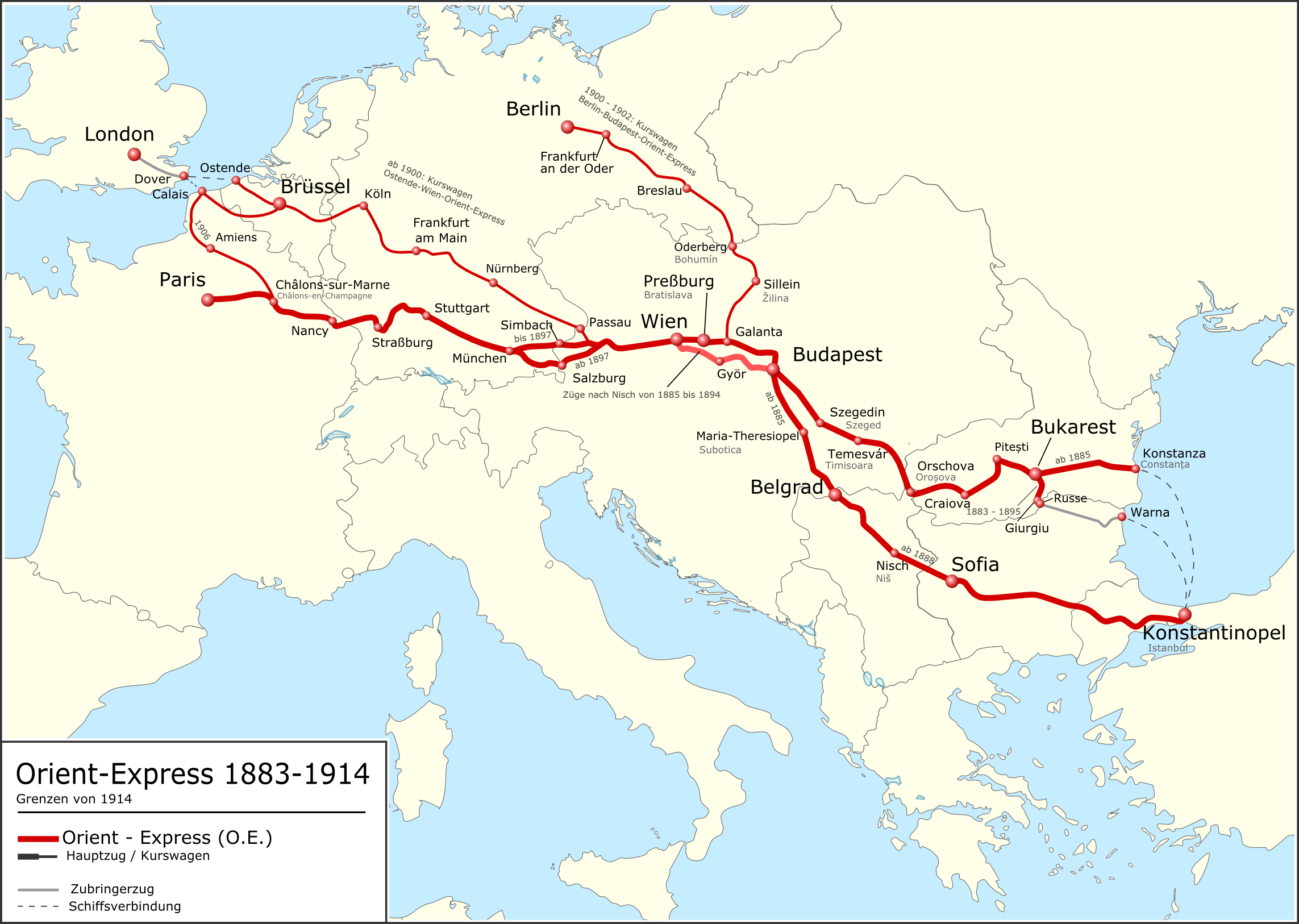
Zuglauf des Orient-Express von 1883 bis 1914

Georges Nagelmackers stammte aus einer Bankiersfamilie und arbeitete zunächst als Bergwerksingenieur. Seine Tante Valerie, geborene Nagelmackers, war mit dem österreichischen Komponisten Graf Ludwig von Stainlein (1819–1867) verheiratet. Seine Eltern veranlassten für ihn und seinen Freund Maurice Aubert eine Amerikareise, um ihn einen Liebeskummer um seine Cousine vergessen zu lassen. Diese Verbindung war aus Sicht der Familie unerwünscht und eine Fernreise sollte ihn auf andere Gedanken bringen. Als Aufsichtsperson begleitete ihn der Graf de Berlaymont, ein Freund seines Vaters. 
Während seiner 10-monatigen Reise in Nordamerika studierte er 1867/68 das dortige Eisenbahnwesen und interessierte sich besonders für die Entwicklungen des Unternehmers und Erfinders George Mortimer Pullman, nämlich Schlaf- und Speisewagen, die bereits damals auf den zu bewältigenden weiten Strecken der USA eingesetzt wurden. In der Folge plante Nagelmackers solche Wagen auch in Europa einzuführen und veröffentlichte am 20. April 1870 im Selbstverlag: Projet d’installation de wagons-lits sur les chemins de fer du continent. Der Deutsch-Französische Krieg von 1870 bis 1871 verzögerte das Projekt zunächst, doch dank der Förderung durch den belgischen König Leopold II., einen Freund seines Vaters, erhielt Nagelmackers 1872 Konzessionen für den Einsatz von Waggons auf den Strecken Ostende-Brindisi und Paris-Wien. Die Ankunft des ersten Zuges wurde im November 1872 in Wien gefeiert.
Nagelmackers geriet mit seiner kleinen Gesellschaft mit zunächst fünf Wagons und zwei Vierachsern in Turbulenzen und musste eine Allianz mit dem amerikanischen Spekulanten und Financier William d’Alton Mann eingehen. George Mortimer Pullmans Expansion in den europäischen Markt konnten sie abwehren. Daraufhin gründete Nagelmackers am 4. Dezember 1876 durch seinen Lütticher Notar Van Halteren eine eigene Aktiengesellschaft, die Compagnie Internationale des Wagons-Lits (CIWL). D’Alton Manns Anteile am Fahrzeugpark des Vorgängerunternehmens konnte Nagelmackers aufkaufen. Die CIWL beschäftigte sich zunächst vor allem damit, Schlafwagen zu erwerben und zu betreiben. Sie schloss dazu Verträge mit europäischen Bahngesellschaften ab, die diese Wagen in ihre Züge einstellten. Ab 1880 kamen auch Speisewagen hinzu. Ab 1890 war er im Hotelgeschäft tätig.
Nachdem der Einsatz von Schlaf- und Speisewagen erfolgreich war, entwickelte Nagelmackers Pläne für eigene, vollständig aus CIWL-Wagen bestehende internationale Luxuszüge, die über das Streckennetz verschiedener europäischer Bahngesellschaften laufen sollte. Diese Ideen erwiesen sich zunächst als schwierig zu realisieren, da verschiedene Bahngesellschaften entweder bereits eigene Schlaf- und Speisewagen betrieben oder für deren Einsatz Verträge mit Konkurrenten der CIWL abgeschlossen hatten. Durch Verhandlungen mit Eisenbahngesellschaften in Frankreich (Compagnie des chemins de fer de l’Est), Baden (Großherzoglich Badische Staatseisenbahnen), Württemberg (Königlich Württembergische Staats-Eisenbahnen), Österreich-Ungarn (k.k. österreichische Staatsbahnen) sowie dem Königreich Rumänien (Königlich rumänische Eisenbahnen) konnte Nagelmackers aber, auch dank der Unterstützung durch König Leopold II., am 5. Juni 1883 vom Pariser Gare de l’Est aus den ersten Luxuszug mit ausschließlich von der CIWL ausgestattetem Wagenmaterial über München, Wien, Budapest, Bukarest bis zum rumänischen Donauhafen Giurgiu fahren lassen.  
In Giurgiu wurden die Reisenden mittels Fähren über die Donau gebracht und bestiegen einen Sonderzug nach Warna, von wo aus die Reise per Schiff nach Konstantinopel fortgesetzt wurde. Dieser Zug, der später auch alternativ über Belgrad und Sofia nach Konstantinopel geführt wurde, wurde als „Orient-Express“ berühmt. Zur Eröffnungsfahrt hatte der geschickte Unternehmer Nagelmackers zwei bekannte Journalisten, Edmond About und Henri Opper de Blowitz eingeladen. Er empfahl den Passagieren überdies, sich vorsorglich zu bewaffnen, da (ähnlich wie damals auf den Überlandstrecken in Nordamerika) auch in Europa am „wilden“ Balkan mit Überfällen von Banditen zu rechnen sei. Abouts Buch De Pontoise à Stamboul (Paris 1884) gilt als „offizieller“ Bericht über diese Jungfernfahrt. 
Aufgrund seines Erfolges mit dem Orient-Express ließ Nagelmackers Compagnie internationale des Grand Hôtels in Pera, dem traditionellen Europäerviertel Konstantinopels, für die Reisenden der CIWL ein Luxushotel, das Pera Palas, errichten, das 1892 eröffnet wurde. Daneben betätige sich Nagelmackers als Sportler. Bei den Olympischen Sommerspielen 1900 in Paris gewann er im Gespannfahren, wobei umstritten ist, ob der Wettbewerb als offizieller Medaillenwettbewerb oder lediglich als Demonstrationswettbewerb zu zählen ist. Bis zu seinem Tod 1905 blieb Nagelmackers Chef der CIWL. Nachfolger wurde sein Vertrauter, der ursprünglich aus Deutschland stammende Leiter der CIWL-Betriebsabteilung Paris, Napoléon Schroeder.